# Kamezumi Inari-Schrein

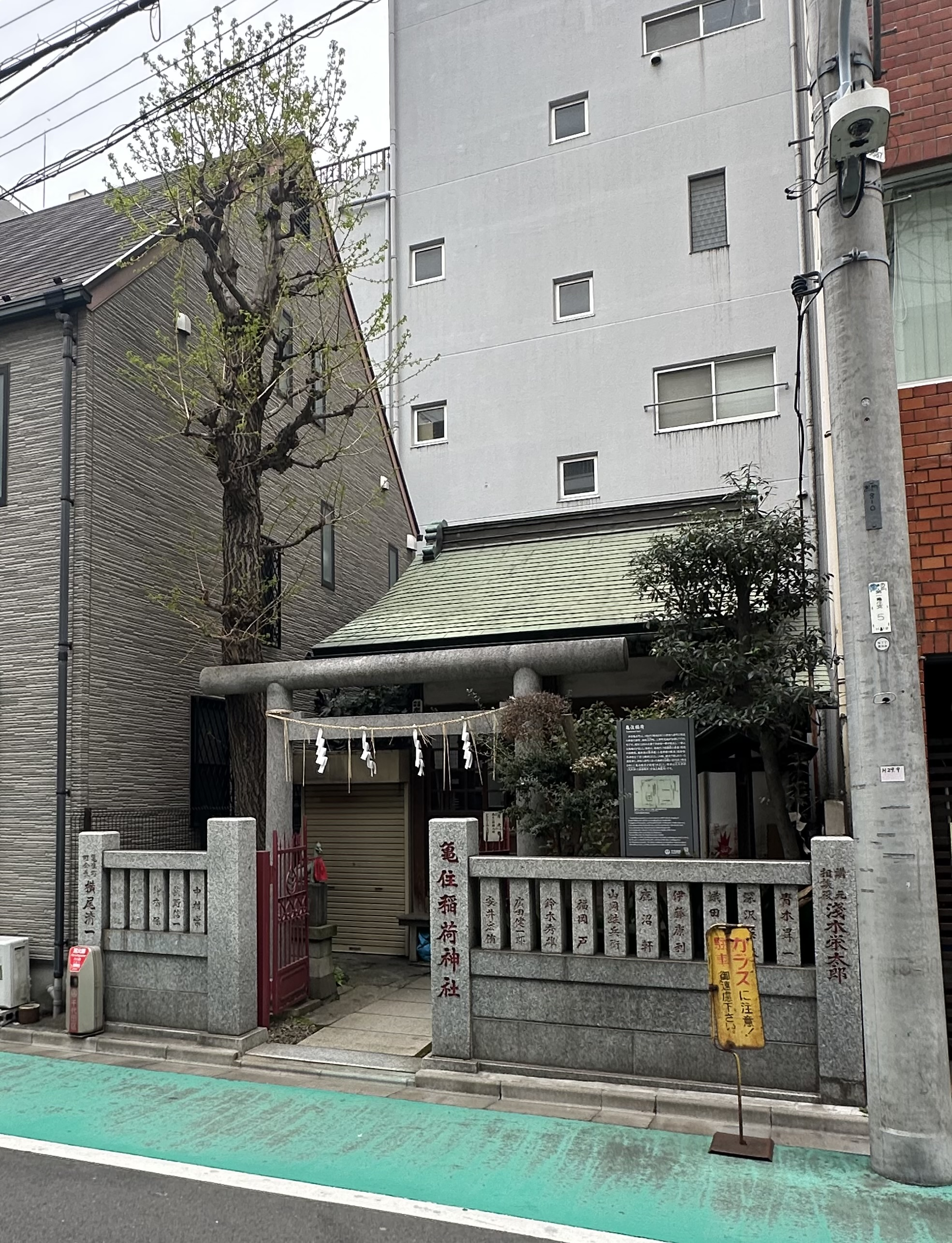
Kamezumi Inari-Schrein, 2025

Der Kamezumi-Inari-Schrein (japanisch 亀住稲荷神社 Kamezumi Inari jinja) ist ein Shintō-Schrein in Tokio in Japan. Verehrt wird der Gott des Getreides Inari.

## Lage
Der Schrein befindet sich im zum Tokioter Bezirk Chiyoda gehörenden Stadtteil Sotokanda. Die Adressierung lautet 5 Chome-4-7 Sotokanda, Chiyoda-ku, Tōkyō-to. Der kleine Schrein ist unmittelbar von höherer Bebauung umgeben.

## Architektur und Geschichte
Die im Schrein verehrten Gottheiten waren ursprünglich Residenzgötter, die in der Familienresidenz der Familie Ogasawara verehrt wurden. Dainenjin und Uga Gotama no Mikoto wurden von der Familie als Kimon Ji Inari bezeichnet. Nachdem die Familie wegzog, begann eine Verehrung von Inari als Wächtergottheit der Stadt.
Der Schrein entstand 1870, 1898 brannte er ab, wurde jedoch 1900 wieder aufgebaut. Beim Großen Kanto-Erdbeben im Jahr 1923 wurde er erneut zerstört und danach nochmals wieder aufgebaut. 